# Natura 2000–Sandtrockenrasen am Biener Busch
Natura 2000–Sandtrockenrasen am Biener Busch bezeichnet ein Naturschutzgebiet in der niedersächsischen Stadt Lingen (Ems) und in der Gemeinde Geeste im Landkreis Emsland.

## Allgemeines
Das Naturschutzgebiet mit dem Kennzeichen NSG WE 197 ist circa 26 Hektar groß. Der größte Teil des Naturschutzgebietes entfällt auf die Stadt Lingen. Das Naturschutzgebiet ist fast vollständig Bestandteil des FFH-Gebietes „Ems“. Es grenzt im Südosten an das Naturschutzgebiet „Natura 2000–Biener Busch“, im Nordosten an das Landschaftsschutzgebiet „Emstal“, im Norden an das Landschaftsschutzgebiet „Natura 2000–Emsauen von Salzbergen bis Papenburg“ und im Westen an das Landschaftsschutzgebiet „Natura 2000–Emsauen in Lingen (Ems)“. Das Gebiet steht seit dem 12. Januar 2023 unter Naturschutz. Es ersetzt das zum 25. November 1989 ausgewiesene Naturschutzgebiet „Sandtrockenrasen am Biener Busch“. Zuständige untere Naturschutzbehörden sind die Stadt Lingen und der Landkreis Emsland.

## Beschreibung
Das Naturschutzgebiet liegt nordwestlich von Lingen zwischen dem Linger Ortsteil Holthausen-Biene und Dalum. Es grenzt im Westen an die Ems. Es besteht im Wesentlichen aus Binnendünen mit Sandtrocken- und Magerrasen sowie kleinflächigen Laubwäldern und Baumgruppen. Im Naturschutzgebiet befinden sich einzelne Tümpel. Die Tümpel beherbergen unter anderem verschiedene Amphibien. Alt- und Totholzbestände sind Lebensraum des Hirschkäfers.
Teile des Naturschutzgebietes wurden bis in die 1990er-Jahre ackerbaulich genutzt. Um den offenen Charakter des Gebietes zu erhalten, wird es extensiv beweidet.